# Trioctanoato de glicerol
Trioctanoato de glicerol, é o composto orgânico, éster triglicerídeo do ácido caprílico de fórmula C27H50O6, comercializado nos EUA como Axona é um alimento medicinal comercializado para o manejo clínico da dieta da perda de valor dos processos metabólicos associados com doença de Alzheimer leve a moderada.